# Kamichama Karin
Kamichama Karin (яп. かみちゃまかりん Ками-тяма Карин, Маленькая богиня Карин) — японская манга, автором которой является Кокоро Кохаруно, начала выпускаться издательством Kodansha в январе 2003 года в сёдзё-журнале Nakayoshi. Первая часть манги закончилась с выпуском 7 тома. Вторая часть манги называлась Kamichama Karin Chu (Маленькая богиня два) и начала выпускаться в том же журнале с июля 2006 года по апрель 2008 года. Манга была лицензирована компанией Del Rey Manga для выпуска на территории США и Канады, первый том вышел 24 июня 2008 года, а последний, 7 том манги вышел 26 января 2010 года.
На основе сюжета манги студией Satelight был выпущен аниме-сериал, где сюжет разворачивается вокруг первой части манги: Kamichama Karin. Сериал начал транслироваться по японскому телеканалу TV Tokyo с 6 апреля по 29 сентября 2007 года.

## Сюжет
Действие разворачивается вокруг 13-летней девочки по имени Карин Хананозо. Её родители давно умерли, а вот и любимая кошка тоже погибает, и девочка переезжает жить к родной тёте. Вскоре Карин переезжает к Кадзунэ и Химэко и узнаёт, что кольцо, оставленное матерью в наследство девочке, способно превращать её в богиню. Кадзунэ также обладает божественной силой и вместе с Карин должен защищать Химэко от злодея Кирио Карасумы, обладающего также божественной силой.

## Список персонажей
Карин Ханадзоно (яп. 花園 花鈴 Ханадзоно Карин) — главная героиня истории, за долго до главных событий родители Карин умерли и поэтому она жила со своей тётей. Но после того, как переезжает к Кадзунэ и Химэке, узнаёт, что с помощью маминого кольца может превращаться в богиню. Учится в 7 классе и имеет плохие оценки в школе. Кольцо, оставленное матерью обладает силой Афины. В последних томах манги выясняется, что Карин является клоном «настоящей» Карин ставшей женой «настоящего» Кадзуто Кудзё, которая является матерью Химэко и Судзунэ. В конце истории Карин и Кадзунэ (главные герои) женятся.
Сэйю: Маи Накахара
Кадзунэ Кудзё (яп. 九条 和音 Кудзё: Кадзунэ) — главный герой истории. Его кольцо обладает силой Аполлона, греческого бога света. (позже у него появляется кольцо с силой Урана). Учится в седьмом классе. Обычно очень серьёзный и суровый, по утверждению Химэки, в прошлом Кадзунэ был очень слабым и часто плакал. Является клоном профессора Кадзуто Кудзё. Поначалу грубо обращается с Карин, и та даже полагает, что он сексист, так как часто говорит о том, что женщинам присущи глупость и слабость. Позже женится на Карин.
Сэйю: Миюки Савасиро
Химэка Кудзё (яп. 九条 姫香 Кудзё: Химэка) — изначально представлена, как двоюродная сестра Кадзунэ. Она в реальности дочь «настоящих» Кадзуто и Карин, так что в неком смысле является родственником Карин. Изначально принимала участие в изучении божественной силы Кадзуто, но была разделена на два человека Хирихико, который пытался украсть данные об исследованиях. Так одна часть Химэки живёт вместе с Кадзунэ, а вторая с Кирио. Когда одна часть Химэки становится слабее, другая наоборот набирает силы. Химэка всегда стремилась защитить маленького Кадзунэ. Является отличным поваром. Учится в седьмом классе, и как Карин, имеет плохие оценки.
Сэйю: Норико Ситая
Кирио Карасума (яп. 烏丸 キリオ Карасума Кирио) — главный злодей истории. Его и вторую Кирику, ещё маленькими воспитал Кирихико. Является президентом студенческого совета академии Сакурагаока. Проверят главных героев и устраивает с ними периодические поединки. Карин называет его мистер четырёхглазый (очкарик). У Кирио есть родная сестра-близнец Кирика, также сестрой он называет вторую Химэку. Часто во время сражений, предвидя поражение, убегает с поля битвы. Его кольцо обладает силой бога Ареса, которое однако уничтожает Кадзунэ. Позже он заполучает кольцо с силой Зевса, однако ломает его. Позже он пытается восстановить кольцо, чтобы излечить ослабевшею и больную Кирику.
Сэйю: Синтаро Асанума
Кирика Карасума (яп. 烏丸 キリカ Карасума Кирика) — сестра-близнец Кирио, однако сначала представляется, как его брат-близнец. Сначала она не верит, что Карин это богиня. Она вынуждена бороться с Карин из-за брата Кирио и второй Химэки. По той причине, что Кирика стала одеваться как мужчина, началась со смерти родителей и Кирио — всё, что осталось у неё, но позже он начал проявлять интерес к божественным кольцам и так Кирика почувствовала, как брат отдаляется от неё, так Кирика решила следовать по пути брата и отрезала своё длинные волосы, а также, чтобы однажды остановить его, если Кирио зайдёт слишком далеко. Позже Карин узнаёт о том, что Кирика была влюблена в неё, примечательно, что и Карин восхищалась её большой волей.
Сэйю: Юки Кайда
Митиру Нисикиори (яп. 錦織 みちる Нисикиори Митиру) — студент из Англии, какое то время жил с Карин, Кадзунэ и Химэкой. В детстве попал в несчастный случай, где потерял своих родителей и левый глаз. Однако Кадзумэ сделал для него новый глаз, и спас ему жизнь. После этого он год находился в больнице. Очень уважает Кадзуто, так как какое то время думал, что он и есть Кадзумэ. В манге он крадёт первый поцелуй Кадзунэ. Обладает кольцом с силой Посейдона.
Сэйю: Акира Исида
Дзин Куга (яп. 久我 神 Куга Дзин) — является молодым поп-идолом шоу Бизз. Стремится восстановить честь своего отца. В последних томах манги выясняется, что он отец Кирио Карасумы — Кирихико Карасума. Имеет добрую и очаровательную личность, но порой может приставать к людям. Он привязывается сильно к Карин и становится новым любовным соперником Кадзунэ. Обладает кольцом с силой Аида.
Сэйю: Тацухиса Судзуки
Судзунэ (яп. 鈴音 Судзунэ) — сын настоящих Карин и Кадзунэ и младший брат Химэки. Пришёл из будущего, чтобы предупредить Карин и других о предстоящей битве с Карасумасом и трагическим исходом.
Сэйю: Мимико Кояма

## Список серий аниме
|    | |                  |  |  |
| 01 | Karin-chan's Mysterious Ring «Карин-тян но фусиги на юбива даси:» (花鈴ちゃんのふしぎな指輪だしー)                        | 6 апреля 2007    |  |  |
| 02 | Karin-chan Becomes a Goddess «Карин-тян, Ками-тяма ни хэнсин даси:» (花鈴ちゃん、かみちゃまに変神だしー)                  | 13 апреля 2007   |  |  |
| 03 | Himeka-chan's Secret «Химэка-тян но химицу даси:» (姫香ちゃんの秘密だしー)                                                | 20 апреля 2007   |  |  |
| 04 | Reunion with Shii-chan «Си:-тян то но сайкай даси:» (しーちゃんとの再会だしー)                                            | 27 апреля 2007   |  |  |
| 05 | Kazune-kun's Big Midterm Strategy «Кадзунэ-кун но тю:кан тэсуто дайсакусэн даси:» (和音くんの中間テスト大作戦だしー)      | 4 мая 2007       |  |  |
| 06 | Dosukoi! Love at the School Festival «Досукой, койсуру гакуэнсай даси:» (どすこい、恋する学園祭だしー)                    | 11 мая 2007      |  |  |
| 07 | Hakkeyoi! School Festival Dance «Хаккэёй, одору гакуэнсай даси:» (はっけよい、踊る学園祭だしー)                           | 18 мая 2007      |  |  |
| 08 | The Ring has Disappeared «Юбива га киэтяттан даси:» (指輪が消えちゃったんだしー)                                          | 25 мая 2007      |  |  |
| 09 | The Mysterious Transfer Student, He's Cool «Надзо но тэнко:сэй, каккои:н даси:» (なぞの転校生、かっこいいんだしー」)      | 1 июня 2007      |  |  |
| 10 | Micchi's Exciting Hot Springs Tour «Митти: но доки-доки онсэн цуа: даси:» (ミッチーのドキドキ温泉ツアーだしー)            | 8 июня 2007      |  |  |
| 11 | Stuck together by a mysterious light «Фусиги на хикари дэ питтан ко даси:» (不思議な光でぴったんこだしー)                 | 15 июня 2007     |  |  |
| 12 | Adieu~ Karin-chan's first love «Адю:, Карин-тян но хацукой даси:» (アデュー、花鈴ちゃんの初恋だしー)                      | 22 июня 2007     |  |  |
| 13 | Kazune's Lovey-dovey Date «Кадзунэ-кун то рабу-рабу дэ:то!? даси:» (和音くんとラブラブデート!?だしー)                     | 29 июня 2007     |  |  |
| 14 | The Beach «Нагиса даси:» (渚だしー)                                                                                       | 6 июля 2007      |  |  |
| 15 | Summer Time Blues «Сама: тайму буру:су даси:» (サマータイムブルースだしー)                                                | 13 июля 2007     |  |  |
| 16 | The Present is a Mysterious Ring «Пурэдзэнто ва надзо но юбива даси:» (プレゼントは謎の指輪だしー)                        | 20 июля 2007     |  |  |
| 17 | Kirika-senpai's Confession «Кирика-сэмпай но кокухаку даси:» (霧火先輩の告白だしー)                                       | 27 июля 2007     |  |  |
| 18 | The Rival is Prince Kazune «Райбару ва Кадзунэ о:дзи даси:» (ライバルは和音王子だしー)                                    | 3 августа 2007   |  |  |
| 19 | The Romantic Theater Waits for No One «Ай но гэкидзё: маттанаси даси:» (愛の劇場、待ったなしだしー)                       | 10 августа 2007  |  |  |
| 20 | Micchi, Welcome «Митти: ирасся:й♪ даси:» (ミッチー、いらっしゃ〜い♪だしー)                                                | 17 августа 2007  |  |  |
| 21 | Himeka-chan and the Fortune Telling Glasses Guy «Химэка-тян то уранаи мэганэкко даси:» (姫香ちゃんと占いメガネっ子だしー) | 25 августа 2007  |  |  |
| 22 | Kazune-kun? and the Festival «Кадзунэ-кун? То омацури даси:» (和音くん?とお祭りだしー)                                    | 1 сентября 2007  |  |  |
| 23 | A visit to Karasuma's house «Карасума-сан ти, отаку хайкэн даси:» (烏丸さんち、お宅はいけんだしー)                        | 8 сентября 2007  |  |  |
| 24 | Here and There, Mr. Glasses Man is Everywhere «Атти мо котти мо мэганэкко даси:» (あっちもこっちも メガネっ子だしー)      | 15 сентября 2007 |  |  |
| 25 | The Labyrinth of Zeus's Ring «Дзэусу но юбива но мэйкю: даси:» (ゼウスの指輪の迷宮だしー)                                 | 22 сентября 2007 |  |  |
| 26 | Those Who are Lost in Time's Labyrinth «Дзику: но маёи го тати» (時空の迷いごたち)                                        | 29 сентября 2007 |  |  |

## Критика
Представители сайта Anime News Network отметили, что аниме-сериал, как махо-сёдзё ни чем не примечателен. Несмотря на то, что главная героиня милая и сама идея интересная, на практике она выгладит небрежно. В частности многие сцены слишком вычурные, а анимация грубая. Сериал хорошо подойдёт для детской аудитории.

## Музыка
ОткрытиеАнкоку Тэнгоку (яп. 暗黒天国) исполняют: Ali Project
КонцовкаАнэмонэ (яп. アネモネ) исполняет: Маи Накахара
Кутю Мэйро (яп. 空中迷路 Ку:тю: Мэйро) исполняют: Marble
Темы персонажейHikari No Accord исполняет: Маи Накахара
Desire Show исполняют: Тацухиса Судзуки/Дин Куга